# René Capistrán Garza
René Capistrán Garza (26 de enero de 1898; Tampico, Tamaulipas - 16 de septiembre de 1974; Distrito Federal) fue un abogado, ideólogo católico, guionista, político y líder de la Asociación Católica de la Juventud Mexicana (ACJM).

## Primeros Años
Nació el 26 de enero de 1898 en Tampico, Tamaulipas. Estudió derecho en la Universidad Nacional Autónoma de México (UNAM), donde se graduó en 1920.
Después de graduarse, se convirtió en abogado. En 1922, fue cofundador y presidente de la Asociación Católica de la Juventud Mexicana (ACJM), una organización juvenil que se oponía a la política anticlerical del gobierno de Plutarco Elías Calles. En 1925, la ACJM se convirtió en la base de la Liga Nacional para la Defensa de las Libertades Religiosas (LNDLR), una organización que se involucró en la Guerra Cristera. 

### En el Ejército Cristero
Capistrán Garza fue nombrado Comandante en Jefe del Ejército Cristero. Pero la falta de un plan militar para organizar las fuerzas cristeras y coordinar sus operaciones restó fuerza al movimiento. Su objetivo era cruzar la frontera y generar simpatía por la causa cristera entre los católicos estadounidenses mediante discursos, artículos y la recaudación de fondos. Garza sabía que el apoyo estadounidense dictaría el resultado de la guerra, pero los obispos estadounidenses se mostraron reacios a dar cualquier señal de apoyo a una rebelión armada contra un gobierno reconocido por Estados Unidos. Mientras tanto, la mayoría de los obispos mexicanos buscaban un arreglo negociado. La estancia de Garza en el norte casi no rindió frutos.

### Ideólogo

#### Manifiesto del Paso
El 26 de noviembre de 1926 convoca el levantamiento Cristero. El manifiesto de El Paso constó de cinco artículos o postulados:
I. Se desconocen los Poderes Ejecutivo, Legislativo y Judicial de la Unión.
II. Se desconocen los Poderes Ejecutivo, Legislativo y Judicial de los Estados. Se reconoce validez legal a los actos efectuados por el actual Poder Judicial en el territorio controlado por el Gobierno usurpador en todo aquello que no contradiga los principios fundamentales del programa de este movimiento.
III. Se desconocen todos los ayuntamientos de la República y durante el Gobierno Provisional, los munícipes serán nombrados por el Jefe del Poder Ejecutivo en la Ciudad de México, en el Distrito y Territorios Federales y por los Gobernadores de los Estados en su jurisdicción.
IV Los iniciadores de este plan asumirán los cargos respectivamente de Jefe del Poder Ejecutivo y encargado del Control Militar.
V El Jefe del Poder Ejecutivo designará un cuerpo consultivo y nombrará al personal que integre las Secretarías de Estado, a los Gobernadores de los Estados y autorizará los despachos militares superiores al grado de Coronel.
VI. Queda a cargo del Gobierno Nacional Libertador la reorganización política, social y económica del País.
En 1927, fue detenido y encarcelado por el gobierno mexicano.  Fue liberado en 1929 y huyó a Estados Unidos, a San Antonio Texas donde vivió en el exilio durante algunos años, así como en la Habana Cuba (1935-1937).

#### Los católicos y la política
La aportación de Capistrán Garza fue la de contribuir con ideas, valores y creencias, para inspirar, definir y dirigir la conducta para la acción de los militantes y combatientes católicos, planteando el rechazo del orden social, político, cultural y económico existente desde el triunfo de la Revolución Mexicana con el fin de cambiar el sistema que estaba en pleno proceso de consolidación. Para Capistrán la acción católica, tiene ciertamente un fin espiritual, pero también es una obra social, en pro del bien común. Así se puede ver una de sus ideas en el libro "Los Católicos y la política" cuando afirmó:
"Cuando la política daña a la religión, la religión puede y debe acudir a la política para defenderse, es evidente que toca al clero, al obispo, sacerdote, iluminar la mente de los fieles orientándolos en la acción, y aun protestando contra la autoridad política que viola los derechos de la religión y de la Iglesia […]. Por lo tanto, podemos afirmar que el camino de la abstención política, de la inercia, del no actuar, de hacerle ascos a la política como cosa digna de anatema y reprobación, no es ni remotamente la conducta propia del católico, obligado más que nadie a procurar el bien común".
Capistrán Garza también citó: 
"Para precisar claramente la doctrina católica, se deben dilucidar tres conceptos: acción católica, acción cívica y acción política, así como las relaciones que existen entre ellas.

## Después del exilio

### Guionista y autor
En 1936, regresó a México y comenzó a trabajar como guionista. Siendo coautor junto a Julio Bracho de la película La virgen que forjó una patria (1942), protagonizada por el actor de cine mudo estadounidense, Ramón Novarro en el papel de Juan Diego Cuauhtlatoatzin. En 1944, también fue el guionista de Tribunal de Justicia (1944) dirigida por el ganador del Ariel de Oro, Alejandro Galindo. También se desempeñó como periodista y crítico de cine, colaborando con El Sol de México, El Universal y la revista Impacto. Fundó y dirigió su periódico Atisbos (1959) y la revista católica Futuro. En 1959 participó el Partido Revolucionario Anticomunista.

### Movimiento Estudiantil del 1968
Fue uno de los promotores del grupo estudiantil de choque Movimiento Universitario de Renovadora Orientación (MURO). Falleció el 16 de septiembre de 1974.
Durante los sucesos de la Masacre de Tlatelolco, escribió como columnista en el El Sol del Centro:

En México existía una conjura perfectamente definida para destruir el régimen democrático de la revolución mexicana y sustituirlo por una copia al carbón de comunismo ruso o con una calca fiel del comunismo chino, o de una artística combinación de ambos, con lo que vendríamos a ser como una edición corregida y aumentada de la infeliz república de Cuba

## Obras
- Caos en la Iglesia y Traición al Estado (1970).
- El reto político de la falsa Iglesia (1969).[15]
- La Iglesia católica y la Revolución mexicana. Prontuario de ideas políticas (1964).[16]
- Andanzas de un periodista y otros ensayos (1958)[9]
- Catolicismo y sindicalismo (1936)
- Los católicos y la política.(1935)

## Filmografía
- La virgen que forjó una patria (1942).[17]

- El tribunal de Justicia (1944).[17]